# Woman Hating
Woman Hating: A Radical Look at Sexuality (Odio a la mujer: Una mirada radical a la sexualidad) es el primer libro de no ficción de la escritora y activista feminista radical estadounidense Andrea Dworkin. Fue publicado por primera vez en 1974 por editorial EP Dutton.

## Contexto
Mientras Dworkin vivía en Ámsterdam, conoció a Ricki Abrams, una feminista y compañera expatriada. Abrams introdujo a Dworkin en los primeros ensayos feministas radicales de los Estados Unidos. Dworkin se inspiró especialmente en Política sexual de Kate Millett, La dialéctica del sexo de Shulamith Firestone y Sisterhood Is Powerful de Robin Morgan. Ella y Abrams comenzaron a trabajar juntas en "las primeras piezas y fragmentos" de un texto feminista radical sobre el odio a las mujeres en la cultura y la historia,  incluyendo un borrador completo de un capítulo sobre la revista de contracultura pornográfica Suck, que fue publicada por un grupo de compañeros expatriados en los Países Bajos.
Antes de que Dworkin abandonara Ámsterdam, habló con Abrams sobre sus experiencias en los Países Bajos, el movimiento feminista emergente y el libro que habían comenzado a escribir juntas. Dworkin aceptó completar el libro —al que finalmente tituló Woman Hating— y publicarlo cuando llegara a Estados Unidos.

## Sinopsis
Dworkin compara el lugar y la representación de las mujeres en los cuentos de hadas y la pornografía, centrándose en las novelas eróticas francesas Historia de O y The Image, y la revista Suck. A continuación analiza las prácticas históricas del vendaje de pies en China y la quema de brujas en la Europa medieval desde una perspectiva feminista radical. La sección final del libro analiza el concepto de androginia dentro de los mitos de creación de varias culturas y aboga por "el desarrollo de un nuevo tipo de ser humano y un nuevo tipo de comunidad humana" libre de género y de roles de género.

## Recepción
Kirkus Reviews afirmó que Dworkin era brillante, entretenida e incisiva cuando diseccionaba los roles de hombres y mujeres tal como se articulaban en los cuentos de hadas, los mitos cristianos y la pornografía contemporánea y que lo que decía no era absurdo".